# 16e étape du Tour d'Espagne 2012
La 16e étape du Tour d'Espagne 2012 s'est déroulée le lundi 3 septembre 2012, partant de Gijón et arrivant à Cuitu Negru après 183,5 km de course.

## Parcours de l'étape
Cette étape de haute montagne comprend quatre cols répertoriés, dont deux de première catégorie incluant le Puerto de San Lorenzo à mi-parcours (10 km à 8,5 %) et l'Alto de la Cobertoria (8 km à 8,6 %) dont le pied est situé au kilomètre 133. Après la descente, les coureurs abordent un col « hors catégorie » inédit dans la Vuelta, le Cuitu Negru, au sommet duquel se trouve l'arrivée. Cette montée de plus de 19 kilomètres montre un pourcentage moyen de 6,9 % avec un passage à 25 %.

## Déroulement de la course
Le début d'étape voit plusieurs tentatives d'échappées reprises par l'équipe Sky. Après l'Alto de la Cabruñana (3e catégorie, km 45), Dario Cataldo et Thomas De Gendt parviennent à s'échapper dans la descente. Leur avance atteint son maximum après 100 kilomètres de course, au Puerto de San Lorenzo (1re catégorie). L'équipe Saxo Bank-Tinkoff Bank, qui mène le peloton, et rejointe par Euskaltel-Euskadi. L'avance des deux échappés et réduite à neuf minutes au sommet suivant, l'Alto de la Cobertoria (1re catégorie, km 142). L'écart est de six minutes lorsqu'ils commencent l'ascension finale de l'étape. À deux kilomètres de l'arrivée, De Gendt est distancé par Cataldo, lorsque la pente commence à dépasser les 20 %. Cataldo passe la ligne d'arrivée le premier, « au ralenti » avec sept secondes d'avance.
Dans le peloton, l'équipe Saxo Bank impose son tempo dans les premiers kilomètres d'ascension. À six kilomètres de l'arrivée, Alberto Contador attaque une première fois et est repris par Rodríguez. Il tente une douzaine de fois de distancer le leader de la Vuelta, en vain. Alejandro Valverde, aidé par son équipier Nairo Quintana, les suit et tente également d'accélérer. À l'arrivée Rodríguez parvient à prendre la troisième place devant Contador, et obtient ainsi deux secondes de bonification. Christopher Froome, arrivé à la 14e place avec 2 minutes et 30 secondes de retard sur Rodríguez, est écarté de la victoire finale.
À l'arrivée, les coureurs soulignent la difficulté de l'ascension finale. Le grimpeur néerlandais Robert Gesink dit ainsi n'avoir jamais rien vu d'aussi difficile que Cuitu Negru. Le vainqueur Dario Cataldo, ainsi que Pablo Lastras, estiment toutefois les ascensions du Monte Zoncolan ou de l'Angliru plus difficiles.

## Classement de l'étape
| Classement de l'étape | Classement de l'étape | Classement de l'étape | Classement de l'étape   | Classement de l'étape |
|                       | Coureur               | Pays                  | Équipe                  | Temps                 |
| --------------------- | --------------------- | --------------------- | ----------------------- | --------------------- |
| 1er                   | Dario Cataldo         | ITA                   | Omega Pharma-Quick Step | en 5 h 18 min 28 s    |
| 2e                    | Thomas De Gendt       | BEL                   | Vacansoleil-DCM         | + 7 s                 |
| 3e                    | Joaquim Rodríguez     | ESP                   | Katusha                 | + 2 min 39 s          |
| 4e                    | Alberto Contador      | ESP                   | Saxo Bank-Tinkoff Bank  | + 2 min 41 s          |
| 5e                    | Alejandro Valverde    | ESP                   | Movistar                | + 2 min 58 s          |
| 6e                    | Nairo Quintana        | COL                   | Movistar                | + 3 min 24 s          |
| 7e                    | Igor Antón            | ESP                   | Euskaltel-Euskadi       | + 4 min 7 s           |
| 8e                    | Andrew Talansky       | USA                   | Garmin-Sharp            | + 4 min 15 s          |
| 9e                    | Laurens ten Dam       | NED                   | Rabobank                | + 4 min 18 s          |
| 10e                   | Robert Gesink         | NED                   | Rabobank                | + 4 min 21 s          |
| modifier              |                       |                       |                         |                       |

## Classement général
| Classement général | Classement général | Classement général | Classement général     | Classement général  |
|                    | Coureur            | Pays               | Équipe                 | Temps               |
| ------------------ | ------------------ | ------------------ | ---------------------- | ------------------- |
| 1er                | Joaquim Rodríguez  | ESP                | Katusha                | en 63 h 38 min 24 s |
| 2e                 | Alberto Contador   | ESP                | Saxo Bank-Tinkoff Bank | + 28 s              |
| 3e                 | Alejandro Valverde | ESP                | Movistar               | + 2 min 4 s         |
| 4e                 | Christopher Froome | GBR                | Sky                    | + 4 min 52 s        |
| 5e                 | Daniel Moreno      | ESP                | Katusha                | + 6 min 58 s        |
| 6e                 | Robert Gesink      | NED                | Rabobank               | + 7 min 28 s        |
| 7e                 | Andrew Talansky    | USA                | Garmin-Sharp           | + 8 min 28 s        |
| 8e                 | Laurens ten Dam    | NED                | Rabobank               | + 9 min             |
| 9e                 | Igor Antón         | ESP                | Euskaltel-Euskadi      | + 9 min 11 s        |
| 10e                | Nicolas Roche      | IRL                | AG2R La Mondiale       | + 11 min 44 s       |
| modifier           |                    |                    |                        |                     |

## Classements annexes

### Classement par points
| Classement par points | Classement par points | Classement par points | Classement par points  | Classement par points |
| --------------------- | --------------------- | --------------------- | ---------------------- | --------------------- |
|                       | Coureur               | Pays                  | Équipe                 | Point(s)              |
| 1er                   | Joaquim Rodríguez     | ESP                   | Katusha                | 164 points            |
| 2e                    | Alejandro Valverde    | ESP                   | Movistar               | 139 pts               |
| 3e                    | Alberto Contador      | ESP                   | Saxo Bank-Tinkoff Bank | 123 pts               |
| modifier              |                       |                       |                        |                       |

### Classement du meilleur grimpeur
| Classement du meilleur grimpeur | Classement du meilleur grimpeur | Classement du meilleur grimpeur | Classement du meilleur grimpeur | Classement du meilleur grimpeur |
| ------------------------------- | ------------------------------- | ------------------------------- | ------------------------------- | ------------------------------- |
|                                 | Coureur                         | Pays                            | Équipe                          | Point(s)                        |
| 1er                             | Simon Clarke                    | AUS                             | Orica-GreenEDGE                 | 38 points                       |
| 2e                              | Joaquim Rodríguez               | ESP                             | Katusha                         | 36 pts                          |
| 3e                              | Thomas De Gendt                 | BEL                             | Vacansoleil-DCM                 | 33 pts                          |
| modifier                        |                                 |                                 |                                 |                                 |

### Classement du combiné
| Classement du combiné | Classement du combiné | Classement du combiné | Classement du combiné  | Classement du combiné |
| --------------------- | --------------------- | --------------------- | ---------------------- | --------------------- |
|                       | Coureur               | Pays                  | Équipe                 | Point(s)              |
| 1er                   | Joaquim Rodríguez     | ESP                   | Katusha                | 4 points              |
| 2e                    | Alejandro Valverde    | ESP                   | Movistar               | 9 pts                 |
| 3e                    | Alberto Contador      | ESP                   | Saxo Bank-Tinkoff Bank | 11 pts                |
| modifier              |                       |                       |                        |                       |

### Classement par équipes
| Classement général par équipes | Classement général par équipes | Classement général par équipes | Classement général par équipes |
|                                | Équipe                         | Pays                           | Temps                          |
| ------------------------------ | ------------------------------ | ------------------------------ | ------------------------------ |
| 1re                            | Movistar                       | Espagne                        | en 190 h 39 min 3 s            |
| 2e                             | Euskaltel-Euskadi              | Espagne                        | + 12 min 22 s                  |
| 3e                             | Rabobank                       | Pays-Bas                       | + 14 min 52 s                  |
| modifier                       |                                |                                |                                |

## Abandons
- Cameron Meyer (Orica-GreenEDGE) : non-partant
- Pablo Lechuga (Andalucía) : abandon